# Margrit Weber-Röllin

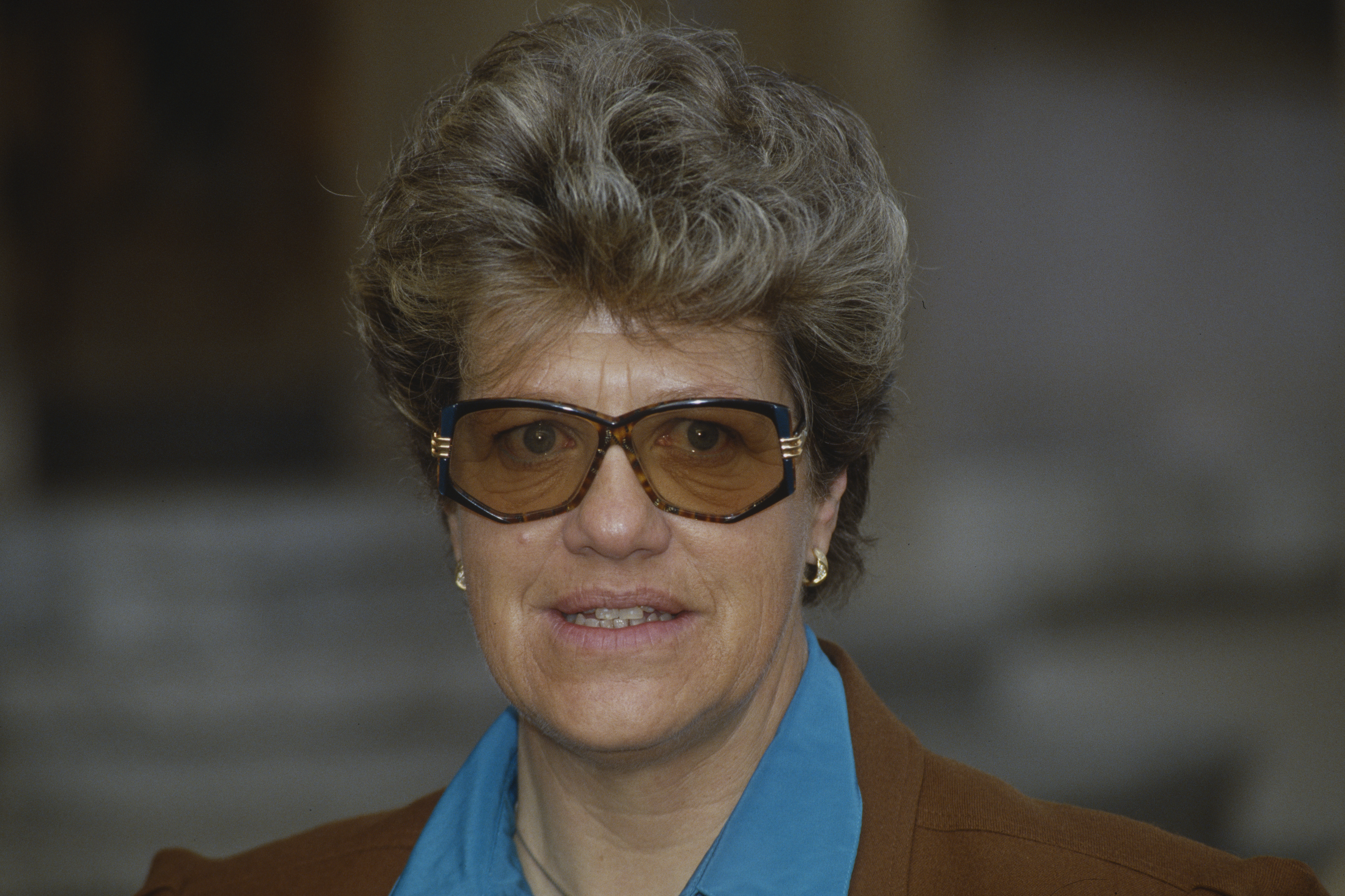
Margrith Weber-Röllin (1992)

Margrit Weber-Röllin (* 14. August 1937 in Baar ZG; † 6. März 2024 in Pfäffikon SZ) war eine Schweizer Politikerin (CVP). Sie war die erste Frau im Regierungsrat des Kantons Schwyz und die erste Frau Landammann von Schwyz.

## Leben
Margrit Röllin war die Tochter von Clemenz Röllin und Frieda geborene Inglin. Ihre Eltern führten in Baar einen Bauernhof. 1944 bis 1950 besuchte Röllin die Primarschule und 1950 bis 1952 die Sekundarschule in Baar. 1952 bis 1957 liess sie sich am privaten Lehrerinnenseminar des Theresianums Ingenbohl zur Primarlehrerin ausbilden. Sie war darauf 1957 bis 1961 in Wilen (Freienbach), 1961 bis 1963 in Baar und 1963 bis 1965 in Pfäffikon als Primarschullehrerin angestellt. 1963 heiratete sie Hans Weber. Nach der Geburt des ersten von zwei Kindern 1966 übernahm sie regelmässig Stellvertretungen und Aushilfspensen an Primarschulen.

### Politik

Margrit Weber-Röllin (1988)

Margrit Weber-Röllins Interesse an der Politik war bereits vor der Einführung des Frauenstimm- und Wahlrechts geweckt worden. Sie besuchte heimlich Gemeindeversammlungen ihres Wohnorts Freienbach und war dort ab 1972 im Schulrat aktiv. 1972 trat sie der Christlichdemokratischen Volkspartei (CVP) bei. Nach ihrer Wahl in den Schwyzer Kantonsrat 1980 verliess sie den Schulrat und gehörte bis 1988 dem kantonalen Parlament an. 1983 bis 1988 war sie zudem Präsidentin der CVP Freienbach, 1984 bis 1988 Mitglied des kantonalen Erziehungsrats und 1984 bis 1998 Vizepräsidentin der CVP-Frauen des Kantons Schwyz. 1988 wurde sie als erste Frau in den Regierungsrat des Kantons Schwyz gewählt, in dem sie bis zu ihrem Rücktritt 1996 die Erziehungsdirektion führte. 1992 bis 1994 fungierte sie zudem als erste Frau Landammann des Kantons Schwyz.

### Weitere Aktivitäten
Margrit Weber-Röllin engagierte sich ehrenamtlich in verschiedenen Institutionen. So war sie während zwölf Jahren Vorstandsmitglied des Kantonalen Frauenbunds Schwyz. 1978 gründete sie zusammen mit ihrer Parteikollegin Hedy Jager die Gruppe Aktuell 78 (ab den 1980er Jahren Aktuell 80), die zum Ziel hatte, mehr Frauen für die Politik zu gewinnen. Zu den Aktivitäten der Gruppe gehörten etwa der Besuch von Ratssitzungen sowie die Organisation von Kursen und Vorträgen. 1990 bis 2009 präsidierte Weber-Röllin die Gemeinnützige Gesellschaft des Kantons Schwyz. Ab 1998 war sie Stiftungsrätin des Vögele Kultur Zentrums in Pfäffikon und ab 2002 Mitglied der Projektgruppe Insel Ufnau.
Sie starb im Alter von 86 Jahren in einem Pflegezentrum in Pfäffikon.